# Гірські вересові пустища Рувензорі та Вірунґи
Гірські вересові пустища Рувензорі та Вірунґи (ідентифікатор WWF: AT1013) — афротропічний екорегіон гірських луків та чагарників, розташований у високогір'ях Рувензорі та Вірунґи в горах Альбертінського рифту.

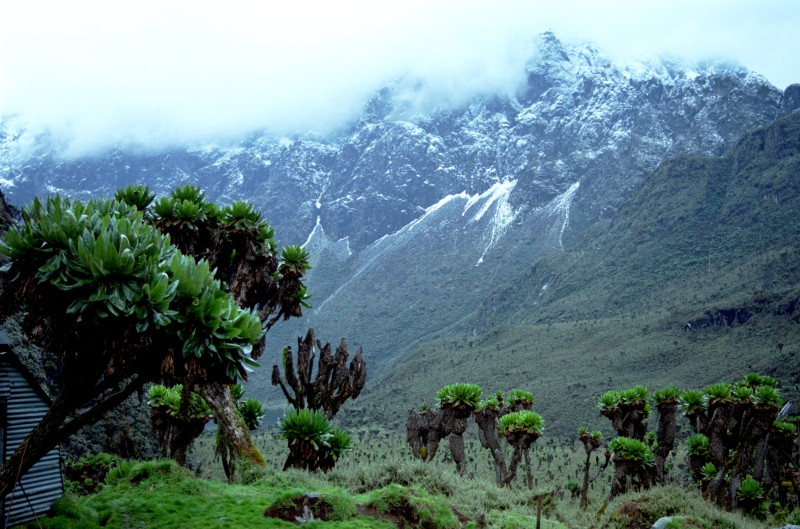
Високогір'я Рувензорі

## Географія
Екорегіон гірських вересових пустищ Рувензорі та Вірунґи охоплює найвищі частини гір Рувензорі та Вірунґа, розташовані на висоті понад 3000 м над рівнем моря. Гори Рувензорі,також відомі як Місячні гори, розташовані на кордоні Уганди та Демократичної Республіки Конго, а гори Вірунґа — на кордоні ДР Конго, Уганди та Руанди. На більш низьких висотах екорегіон переходить у гірські ліси Альбертінського рифту.
Гірський рельєф регіону є дуже складним. Гори Вірунґа мають вулканічне походження. Деякі з вулканів, розташованих в цих горах, є діючими. Найвищою вершиною цих гір є Карісімбі висотою 4507 м. Гори Рувензорі відрізняються від інших гір Східної Африки тим, що вони не мають вулканічного походження, а їх основу складають докембрійські породи фундаменту, підняті в середині третинного періоду. Найвищою вершиною гір Рувензорі є гора Стенлі висотою 5109 м, третя за висотою гора Африки після Кіліманджаро і Кенії. Найвищі вершини Рувензорі вкриті сніговими полями і льодовиками.

## Клімат
Клімат цього екорегіону визначається його близькістю до екватора та великою висотою. Для нього характерна висока вологість та значні коливання температури, хоч і менші, ніж у інших високогірних екорегіонах Східної Африки, що пояснюється високою хмарністю. Вночі температура часто падає нижче 0 °C, а вдень підвищується до 30 °C.

## Флора
Екорегіон гірських вересових пустищ Рувензорі та Вірунґи є домом для типової афроальпійської рослинності. В межах цього екорегіону зустрічаються гірські озера, болота, торфовища, відкриті гірські луки, чагарники, невеликі ділянки високогірних лісів, снігові поля та льодовики. Рослинні угруповання екорегіону змінюються залежно від висоти над рівнем моря, ґрунтів та вологості. 
На висоті від 3000 до 3500 м над рівнем моря в екорегіоні поширені хмарні ліси, подібні до навколишніх гірських лісів Альбертінського рифту. В цих лісах ростуть абіссинські хагенії (Hagenia abyssinica) та вигнутий звіробій (Hypericum revolutum), а також зустрічаються зарості африканського альпійського бамбука (Oldeania alpina) 
На висоті до 3800 м над рівнем моря поширені вересові ліси, які становлять перехідну зону між гірськими лісами і вересовими пустищами. В цих лісах домінують деревоподібні еріки (Erica arborea) та інші представники родини вересових (Ericaceae). Вересова рослинність поширена нерівномірно: подекуди вона формує густі ліси з одностовбурових дерев, а подекуди — зарості багатостовбурових чагарників або відкриті чагарникові зарості, висота яких становить лише один метр. У вересових лісах зустрічається багато епіфітів.
На висоті до 4500 м над рівнем моря поширені альпійські луки та чагарники. На купинних луках регіону росте абіссинська костриця (Festuca abyssinica) та рувензорська осока (Carex runssoroensis). В горах Рувензорі та Вірунґи ростуть гігантські розеткові рослини, такі як лобелії Волластона (Lobelia wollastonii) та деревне жовтозілля Джонстона (Dendrosenecio johnstonii), тоді як лобелії Шульмана (Lobelia stuhlmannii) зустрічаються лише в горах Вірунґи.
В горах Рувензорі на висоті понад 4500 м над рівнем моря, поблизу снігової лінії, зустрічаються карликові альпійські чагарники або субнівальні чагарники. Серед них слід відзначити цмин Шульмана (Helichrysum stuhlmannii), який формує невисокі ізольовані зарості.
Загалом флора екорегіону вирізняється низьким видовим різноманіттям і водночас високим рівнем ендемізму. В горах Рувензорі зустрічається 14 ендемічних видів рослин, а в горах Вірунґа — п'ять видів.

## Фауна
Серед великих ссавців, які зустрічаються в екорегіоні, слід відзначити саванних слонів (Loxodonta africana), африканських буйволів (Syncerus caffer), африканських леопардів (Panthera pardus pardus), золотих каракалів (Caracal aurata) та смугастих шакалів (Lupulella adusta). Ці тварини переважно мешкають на рівнинах, однак час від часу підіймаються у високогір'я. На межі між високогірними лісами і вересовими пустищами іноді зустрічаються гірські горили (Gorilla beringei beringei). Ендеміками екорегіону є рувензорійські дуїкери (Cephalophus rubidus), які перебувають під загрозою зникнення.
Також в екорегіоні зустрічаються деякі ендемічні та майже ендемічні птахи. Серед них слід відзначити гірських марік (Cinnyris stuhlmanni), багряногрудих марік (Cinnyris rockefelleri), рувензорських золотокосів (Dessonornis archeri), угандійських турачів (Pternistis nobilis) та екваторіальних синиць (Melaniparus fasciiventer).

## Збереження
Оцінка 2017 року показала, що 513 км², або 99 % екорегіону, є заповідними територіями. Природоохоронні території включають: Національний парк горил Мгахінга і Національний парк гір Рувензорі в Уганді, Національний парк Бірунга в Руанді та Національний парк Вірунґа в ДР Конго.